# Mirabito Stadium
Das Mirabito Stadium ist ein Baseballstadion im nördlichen Teil der US-amerikanischen Stadt Binghamton im Bundesstaat New York. Es ist die Heimat der Binghamton Rumble Ponies der Double-A Eastern League. 

## Geschichte
Der Bau begann am 19. Juli 1991, nachdem angekündigt wurde, dass die Williamsport Bills von Williamsport, Pennsylvania, umziehen würden. Der Ballpark wurde in der folgenden Saison am 14. April 1992 eröffnet und bietet Platz für 6012 Zuschauern.
2001 wurde das Strom- und Gasversorgungsunternehmen New York State Electric & Gas Namenssponsor. Der Vertrag ging über 20 Jahre. Ende Mai 2021 wurde die Mirabito Energy Products neuer Namensgeber des Ballparks.